# Arca (cantante)
Alejandra Ghersi Rodríguez (Caracas, Venezuela; 14 de octubre de 1989), conocida artísticamente bajo el seudónimo Arca, es una cantante, compositora, productora discográfica, DJ y modelo venezolana. Está especializada en la música electrónica, noise y experimental. Ha publicado en total ocho álbumes de estudio y ha fungido como productora o colaboradora junto con artistas internacionales como Björk, Kanye West, Rosalía, Kelela, FKA Twigs, Frank Ocean, Lady Gaga, Shygirl, Sia, Sophie, Tainy, Lil Uzi Vert, Tokischa, entre otros.
Inicialmente Arca publicó música bajo el seudónimo Nuuro, desde el año 2005 hasta 2010; bajo este nombre publicó dos álbumes de estudio, All Clear y The Reddest Rubby. También forma parte del dúo musical experimental WENCH desde 2015, junto a Shayne Oliver; con el que ha publicado varios sencillos a través de los años y un primer álbum de estudio en 2022, lanzado de forma independiente, titulado Greatest Hits ’88 - ‘16.
Se le considera como una de las máximas referentes de Latinoamérica en el género de música electrónica y experimental; como una de las figuras clave de la música noise de la década de 2010, y como una de las artistas más transgresoras del ámbito urbano latino actualmente. Es también reseñada como una de las figuras LGBTQ más influyentes de Latinoamérica en la industria musical, y reconocida como una de las pioneras de la nueva generación de artistas transgénero dentro de la industria musical angloparlante. Su influencia internacionalmente como productora musical ha sido reconocida por portales como Billboard, siendo incluida en la lista 50 Best Music Producers Of The 21st Century. Y en la lista 10 Productores Latinos Que Están Revolucionando La Escena De La Música Electrónica.
Inicio su internacionalización y entrada en el mercado norteamericano cuando lanzó el EP Barón Libre en 2012, por primera vez bajo el seudónimo de Arca, y posteriormente lanzó los EP Stretch 1 y Stretch 2; en estos últimos experimentó con el hip hop y trip hop, por los que Arca atrajo la atención de destacadas publicaciones musicales como Pitchfork, y elogios de diferentes artistas, principalmente del ámbito norteamericano y angloparlante, entre ellos incluido el rapero y empresario estadounidense Kanye West, quien lo recluto para la producción de su álbum Yeezus. En 2013 conoce a FKA Twigs con la que rápidamente desarrolló un genuino aprecio artístico mutuo; comenzó sesiones con ella para su segundo lanzamiento, EP2, colaborando con Twigs en exitosos sencillos como, “ Water Me”  y participando también en el posterior LP1.
Posteriormente lanzó sus primeros dos álbumes de estudio, titulados Xen y Mutant, en 2014 y 2015 respectivamente, así como el mixtape Sheep en 2015; en donde la productora continuó experimentando con la música noise, el club, el industrial y el ambient. Su tercer álbum homónimo, Arca (2017), se convirtió en el primero en presentar su voz de manera prominente y en el cual exploró la tonada venezolana; fuertemente inspirada en Simón Díaz y en las tradiciones folclóricas venezolanas. Fue descrito por el portal Remezcla como "una oda devastadora para las infancias queer de la diáspora venezolana". Dicho álbum fue aclamado universalmente por la crítica internacional. De 2020 a 2021, Arca lanzó el quinteto de álbumes Kick, comenzando principalmente con el álbum Kick I (2020) y terminando con Kick IIIII (2021); estas grabaciones se basaron en estilos variados de: música electrónica, música experimental, intelligent dance music, hip hop, ambient, industrial, rap, reguetón alternativo, neoperreo, trip hop, club deconstruido, art pop, noise y techno.
En el 2021 fue nominada a su primer premio Grammy en la categoría al Mejor álbum dance o electrónico, por su cuarto álbum de estudio y primero de la serie de cinco álbumes Kick I. Se convirtió en la primera artista venezolana y latinoamericana en la historia, en competir en esta categoría de los premios. También ha sido nominada a dos premios Grammy Latinos, en la categoría al Mejor álbum de música alternativa en 2021 y 2022; por los álbumes Kick I y Kick II respectivamente. En 2022 fue ganadora del UK Music Video Awards, en la categoría al Mejor Vídeo Dance/Electrónico Internacional; por el vídeo Prada/Rakata.Fue nominada en los Premios Rolling Stone 2023 como mejor Productor/a Musical Del Año. Actualmente Arca está firmada desde el año 2017 por la discográfica británica XL Recordings, con sede en Londres.
Como modelo ha realizado campañas internacionales con numerosas marcas como: Calvin Klein, Bottega Veneta, Reebok, Mugler, Loewe y Proenza Schouler. Y ha sido portada de revistas como: Vogue México y Latinoamérica, Paper Magazine, The Fader, The Wire, Dazed, i-D Magazine, Pop Magazine, entre otras. También ha realizado campañas para maquillaje como Byredo.

## Biografía y estilo

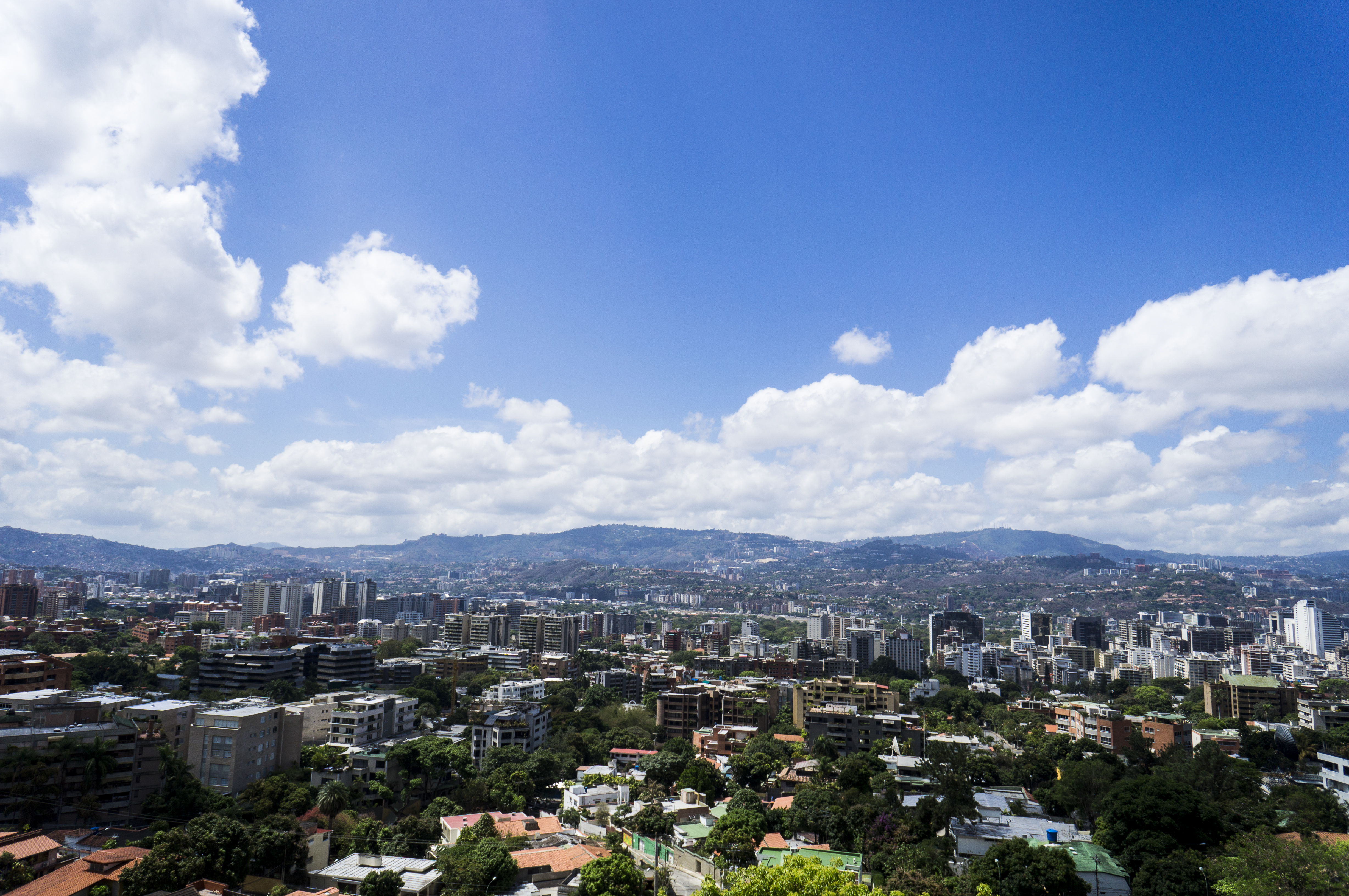
Caracas ciudad natal de Arca, que ha inspirado muchas de sus canciones.

Nació en la ciudad de Caracas (Venezuela), específicamente en La Vega, en el seno de una familia caraqueña dedicada a los negocios en la ciudad capital. Su padre Henrique Ghersi Rossón, trabajaba en banca de inversión, mientras que su madre cursó la carrera de estudios internacionales. Después de vivir un tiempo durante su infancia, desde los 3 años en la ciudad de Darien (Estados Unidos), su familia regresó a la capital venezolana, cuando Arca tenía 9 años.
Desde los 7 años tomó clases de piano clásico y de cuatro venezolano, también se desempeñó en grupos de gaita en su niñez y adolescencia en Caracas, época donde también aprendió a tocar el furruco. A los 14 años de edad empezó a producir y remezclar música por cuenta independiente, mediante samples de otros artistas, para ello utilizaba principalmente el software/programa de edición Fruity Loops; el cual es conocido actualmente como FL Studio.
Comenzó estudios de bachillerato (estudios secundarios), en el Colegio San Ignacio de Loyola y culminó sus estudios en el Colegio Jefferson en 2007 en Caracas. Durante esta época produjo música bajo el nombre de Nuuro, y recibió una popularidad moderada en el país, con apoyo de artistas nacionales de gran nivel como Los Amigos Invisibles. También colaboro con otros artistas venezolanos, incluyendo hacerse cargo de la programación de sintetizadores en el álbum debut de La Vida Bohème, Nuestra, el cual sería nominado a ambos Premios Grammy y Premios Grammy Latinos en 2011.
Más tarde de vuelta en los Estados Unidos, estudiaría en la Tisch School of the Arts y se matricularía en el Clive Davis Institute of Recorded Music, las cuales forman parte de la Universidad de Nueva York, para más tarde afincarse un tiempo en Londres (Inglaterra). En el 2019 se mudó a la ciudad de Barcelona, (España), donde actualmente reside.

### Estilo musical

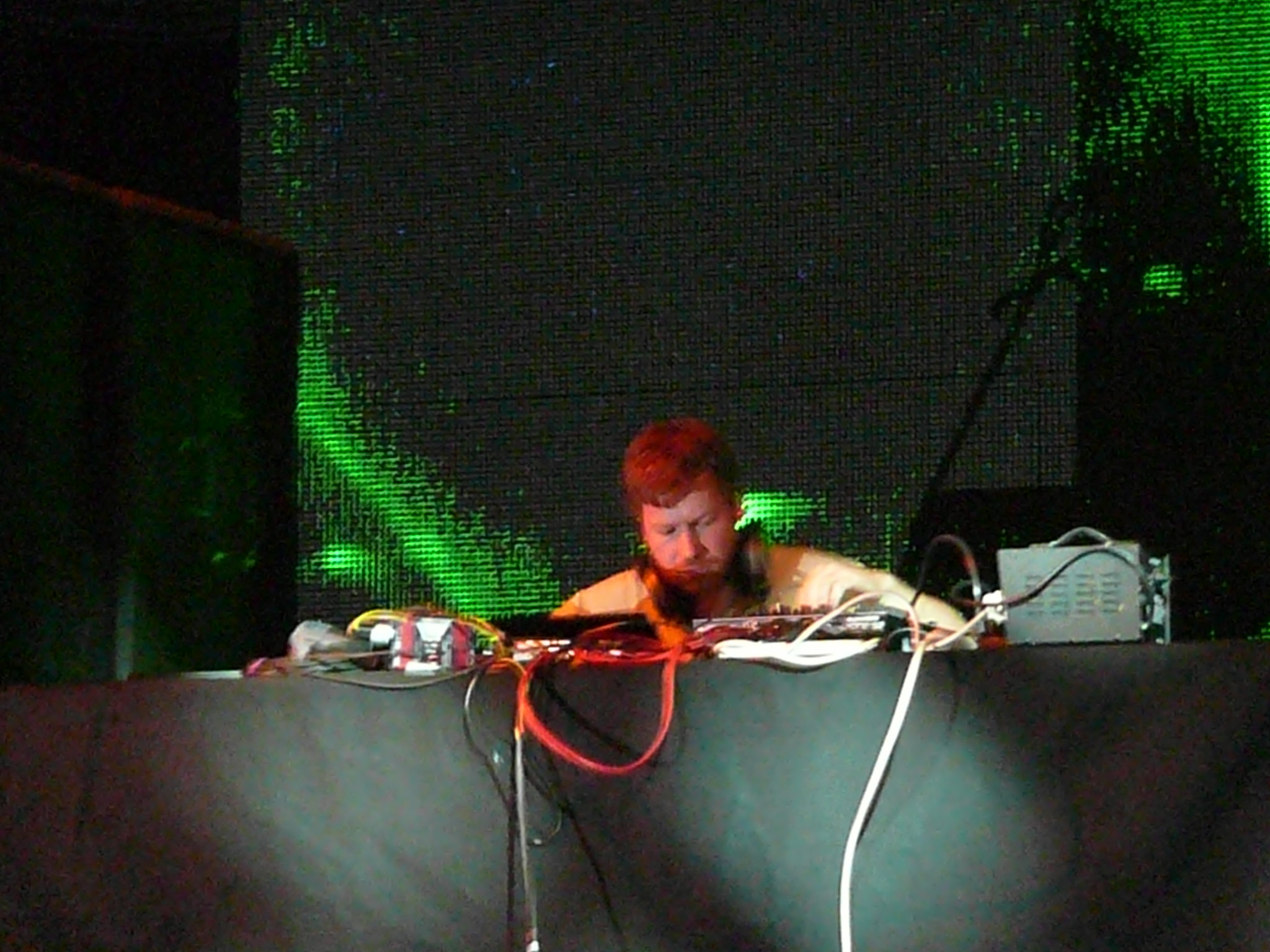
Arca ha citado a Aphex Twin como una de sus influencias musicales.

El estilo musical de Arca tiene su origen en el dance, el rap, la música electrónica y la música venezolana. Ha sido comparada con la música del productor electrónico irlandés Aphex Twin. Ha sido elogiada tanto por su música transgresora como por sus enfoques subversivos. En un principio, Arca durante su infancia usaba su oído musical para sacar melodías exclusivas del piano. Después, en su adolescencia comenzó a experimentar con el pop, gracias al sonido de artistas como Nelly Furtado y Aaliyah, quienes la inspiraron para hacer sus primeras canciones.
En su proyecto adolescente como Nuuro su música jugaba mucho con el intelligent dance music, y el indie pop, fragante a grupos como The Postal Service y Passion Pit. En sus discos de música bajo el seudónimo de Arca, su estilo se torno más oscilante y oscuro; comenzó a incursionar en el sonido del hip hop y la electrónica experimental, así como el hip hop industrial, el noise, y la música de club; haciendo especial énfasis en la mezcla/textura de sonidos y trayendo diferentes géneros musicales a un estilo y estética "Queer", equilibrando lo experimental con los lados emocionales de la liberación sexual y de género. Arca ha incorporado con frecuencia temas relacionados con la identidad de género, la identificación no binaria y la psicosexualidad en su trabajo, particularmente después de su salida del armario.
Posteriormente también comenzó a utilizar su voz de forma más prominente en su música, llevando el pop a una forma deconstruida y más transgresora, con fuertes influencias del dream pop, synth pop y electropop. En su serie de cinco álbumes titulada "Kick's" lanzados entre el año 2020 y 2021, Arca ha comenzado a explorar una nueva forma de reguetón, más vanguardista y experimental (definida por la revista Rolling Stone Italia como "hiper-reggaetón"), concentrada principalmente entre Kick II y Kick III y similar al neoperreo, donde Arca también continua experimentando con ritmos de su país natal Venezuela, con elementos y sonidos típicos como el furruco, fusiones de instrumentos de percusión afro-venezolanos, y la tonada venezolana (predominante en su álbum homónimo Arca lanzado en el año 2017). También juega mucho con ritmos de la electrónica venezolana, como el Hard Fusion y el Raptor house (Changa).
Citó El anillo de los Nibelungos del compositor alemán Richard Wagner como una inspiración principal para la serie Kick, y llamó a los clubes nocturnos el lugar donde encontró un "hogar musical" cuando emigró a los Estados Unidos. Alberto De La Roza, del portal Remezcla, señaló la influencia del reggaetón y los ritmos latinoamericanos en el trabajo discográfico de Arca. Kick IIIII fue particularmente descrito como "dark electrónica" por Joe Goggins del portal británico DIY. Su particular sonido fue descrito por Billboard como "Una fusión a menudo espiritual de lo orgánico y lo digital, con sonidos derivados de la electrónica que palpitan, se retuercen y respiran (a veces pesadamente) con vida, y una amplitud correspondiente que da a las producciones una sensación de inmensidad y grandeza, en muchos casos atados a la tierra por ritmos laboriosos y casi industriales."
Algunos de los grupos y artistas que más ha citado como influencias son: Daft Punk, Crystal Castles, Aphex Twin y Nine Inch Nails, cuyos discos y álbumes eran de su hermano mayor y que cambiaron su concepción sonora. Otras influencias grandes que ha citado durante su crecimiento fueron: Squarepusher, Marilyn Manson, Björk, Madonna y Massive Attack, entre otros.

## Carrera y éxito internacional

### 2005-2010: Inicios y primeros proyectos comoNuuro
En su adolescencia comenzó a desempeñarse como DJ en su ciudad natal, publicó canciones inicialmente bajo el seudónimo artístico de Nuuro, y se presentaba en vivo en algunas fiestas del sitio web OidosSucios.Com.Logró con un considerable éxito en la escena musical independiente venezolana, en especial en la ciudad capital, y la atención y apoyo de grandes bandas nacionales como: Los Amigos Invisibles, Famasloop, Telegrama y Todosantos; estos últimos con los que solía colaborar constantemente.
Llamó desde temprano la atención de Rubén Albarrán vocalista de la banda mexicana Café Tacvba y de revistas especializadas como Rolling Stone. Paralelamente también aprendía sobre diseño gráfico, y diseñaba covers para una disquera llamada "Net Labels". Durante esta etapa de su carrera lanzó dos álbumes: "All Clear" lanzado en 2006 y "The Reddest Rubby" lanzado en 2009, así como tres (EPs): "In Transit" lanzado en 2005, "Paper Heart" lanzado en 2007 y "Amigos" lanzado en 2008.
También Nuuro hizo otras colaboraciones con otros artistas venezolanos como Ulises Hadjis y Julio Briceño durante este período. También fue la programadora y productora de los sintetizadores del álbum nominado al Grammy y nominado al Grammy latino, de la banda La Vida Bohème, Nuestra. Logró presentarse en el Festival Nuevas Bandas de Venezuela, junto a la banda Viniloversus en el año 2008. Esa etapa también estuvo marcada por el rechazo y posterior aceptación de su identidad sexual y de género, la cual ha tenido enorme influencia en su trayectoria y evolución musical a través de los años.
En 2005, firmó con la discográfica "Poni Republic" y posteriormente también firmaría con "Noise Lab" y el sello indie mexicano "Soundsister", durante un corto período de tiempo antes de iniciar su siguiente proyecto musical como Arca; al poco tiempo después de haber emigrado nuevamente a los Estados Unidos en 2011, para cursar estudios universitarios en música (ingeniería de audio y producción discográfica); en la ciudad de Nueva York.

### 2011-2016: Trabajos de producción,Stretch EPs, &&&&&, Xen y Mutant
Ya bajo el seudónimo de Arca en el año 2011 y dejando atrás su anterior seudónimo Nuuro, comienza a relacionarse con el colectivo de DJ’S del GHE2OGOTH1K; fundado por DJ Venus X, principalmente con Shayne Oliver y Total Freedom; pioneros del deconstructed club en Nueva York. En esta etapa lanzó el EP Baron Libre, el 1 de febrero de 2012; bajo la firma discográfica "UNO NYC". Posteriormente lanzó los EP Stretch 1 y Stretch 2, el 19 de abril y el 6 de agosto de 2012 respectivamente; también bajo "UNO NYC".
En 2012, sus trabajos llamaron la atención del rapero estadounidense Kanye West, quien le pidió trabajar en la producción de cinco temas de su álbum Yeezus; también se desempeñó como una de las tres consultoras de producción, el álbum fue lanzado el 18 de junio de 2013. Arca trabajaría en las canciones: «Hold My Liquor», «I’m in It», «New Slaves», «Blood on the Leaves» y «Send It Up». También en 2013 fungió como productora en el cuarto material del artista inglés Dean Blunt, llamado The Redeemer, lanzado el 1 de mayo de 2013.
Ese mismo año, sacó el mixtape experimental &&&&& el 23 de julio de 2013, lanzado en SoundCloud; con un proyecto audiovisual en conjunto con el artista Jesse Kanda, que contó con una presentación especial en el MoMA PS1, en octubre de 2013. Participó en la producción de LP1 (álbum de FKA Twigs), lanzado el 6 de agosto de 2014, después de otras colaboraciones anteriores con dicha artista en la producción de EP2, lanzado el 17 de septiembre de 2013; en el que Arca produjo y coescribió cada canción.
Posteriormente, Arca lanzó dos álbumes con el sello discográfico británico Mute Records, Xen lanzado el 4 de noviembre de 2014 y Mutant lanzado el 20 de noviembre de 2015; contando nuevamente con la colaboración visual y artística de Jesse Kanda.

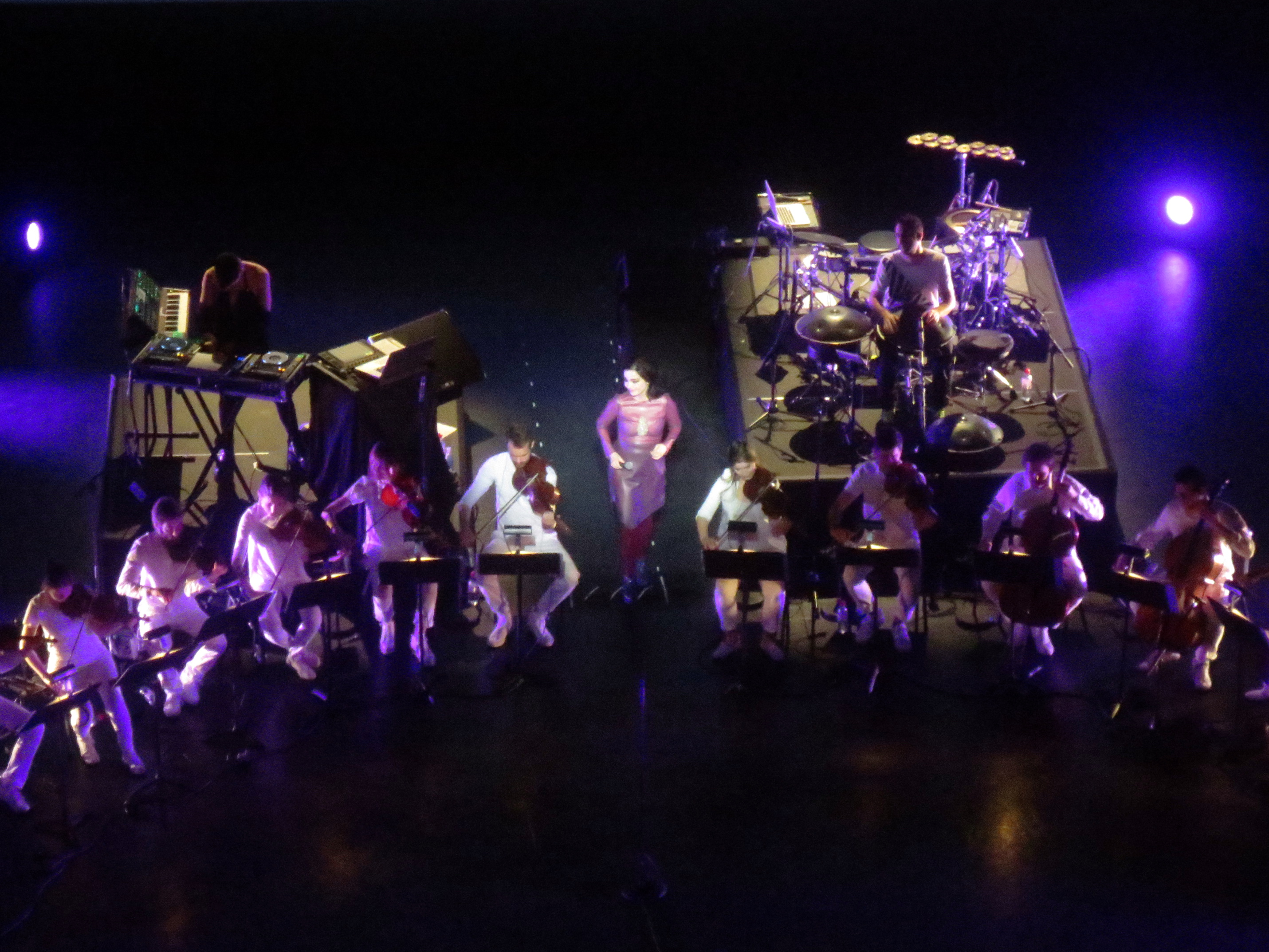
Arca (arriba a la izquierda) junto a Björk en un concierto del Vulnicura Tour en 2015.

En 2015, Arca coprodujo Vulnicura, el octavo álbum de estudio de Björk, que terminaría siendo el primero de dos álbumes producidos junto con la cantante islandesa. Ese mismo año, Arca sacó una versión reeditada del mixtape &&&&& a través de las productoras Hippos in Tanks. El mixtape se reeditó en los años posteriores para celebrar el aniversario del sello experimental "PAN" con sede en Berlín. También, lanzaría el mixtape Sheep, el 13 de enero de 2015.
El 14 de septiembre de 2015, lanzó junto a Shayne Oliver HBA Galvanize. La banda sonora está hecha de música original y ediciones de canciones pop, y pistas underground de artistas como: t.A.t.U, Cher, Clark, Crystal Castles, The Chemical Brothers, Arthur Russell y Bone Thugs-N-Harmony. El video, dirigido por Jesse Kanda, en realidad se armó para servir como telón de fondo del reciente programa "Galvanize" de HBA.
El 4 de julio de 2016, lanzó el mixtape Entrañas, junto al sencillo "Sin Rumbo. Este último sería incluido en su siguiente álbum de estudio Arca (2017). También incluyó una colaboración con Mica Levi. Así como la canción "Urchin", que también apareció en el álbum homónimo Arca.
En 2016, Arca trabajo con el artista estadounidense Frank Ocean, en la canción "Mine" del álbum Endless de dicho artista. Según los créditos al final del álbum, la canción se grabó en los icónicos estudios "Abbey Road" de Londres, donde leyendas como Pink Floyd y The Beatles crearon muchas de sus obras más célebres. La letra de "Mine" es relativamente ininteligible ya que consiste en murmullos y susurros entrecortados de Ocean, pero la abstracción distorsionada y experimental del interludio es característica de Arca, haciéndose eco de proyectos anteriores como Xen y Mutant. Aunque inteligibles, la letras dicen "how come ecstasy depresses me so".

### 2017-2022: Firma conXL Recordings, Álbum HomónimoArca,MadreEP y PentalogíaKick
El 7 de abril de 2017, publicó su álbum de estudio homónimo, Arca, a través de la firma independiente XL Recordings, la cual ha sido el sello discográfico de figuras y bandas como, The xx, Radiohead y Adele. El lanzamiento fue precedido con la canción Piel, como sencillo principal y contó con tres sencillos más posteriormente: Anoche, Reverie y Saunter. Arca fue aclamado universalmente por la crítica especializada internacional, llegando a ser incluida en la lista de los mejores 20 álbumes de música electrónica por la revista Rolling Stone en 2017, y en la lista de los mejores álbumes de 2017 según Pitchfork, y de otros portales como: AllMusic, The Quietus, Mixmag, Resident Advisor, Dazed, Crack Magazine,Clash, Consequence, Loud and Quite, Nosey, PopMatters; y siendo también el álbum en español mejor valorado en el portal Metacritic en 2017. También llegó a ser artista invitada a festivales internacionales como el festival Sónar en España y el Ceremonia en México. El álbum contó con tres videos musicales para las canciones: Anoche, Reverie y Desafío. En octubre de 2019, el portal Pitchfork incluyó Arca entre los mejores álbumes de estudio de la década de los 2010s.
Ese mismo año, tras una intervención sustancial anteriormente en el álbum Vulnicura en (2015) como coproductora, Björk le confió la producción de su nuevo álbum Utopia, publicado el 24 de noviembre de 2017. Björk explicó que el álbum exploró "la dinámica de Arca-Björk". Un vídeo musical para la canción Arisen My Senses que contó con la participación de Arca, fue lanzado el 18 de diciembre de 2017, la historia del video se narra con la cantante transformada, haciendo una reverencia entre ellas. Las imágenes enseñan de cerca una nueva representación de la cantante con una orquídea en la cara, que saborea sus labios mientras canta: “a él presto atención, una vez más estoy hecha para fusionarme”. Para el canto de las aves que quería para la grabación, Björk eligió especies grabadas en Venezuela, el país natal de Arca. Björk en entrevista para el The New York Times en 2017, afirmaba sobre Arca «La diferencia fue que Alejandra y yo nos fusionamos, sentimos que podíamos escribir cincuenta álbumes porque fue muy divertido. Al principio, nos sorprendimos mucho porque entre nosotros la brecha generacional es muy grande, y después creímos que, filosóficamente, compartimos muchas cosas. Y hay un optimismo y un elemento de celebración en nuestra obra musical, algo que de verdad nos gusta». «Nos estábamos enviando miles de ideas… fue como jugar un juego con alguien, es muy interesante comunicarse en tantos niveles. Le decía, cuando estaba siendo una nerd de la música al principio de este álbum: Si vamos a fusionarnos como dos músicos, hagamos algo extraordinario. Intentemos no basarnos en la estructura normal de una canción, sino unámonos de una manera muy instrumental. Seamos libres».
Arca también colaboró en una parte considerable del álbum debut de la cantante de R&B Kelela, Take Me Apart, produciendo cuatro pistas y coescribiendo dos pistas. Dicho álbum fue lanzado en octubre de 2017, anteriormente habría trabajado con la artista de R&B en el proyecto Hallucinogen lanzado el 9 de octubre de 2015.
En 2018, Arca formó parte del grupo de artistas que realizaron la banda sonora del videojuego Red Dead Redemption 2 junto a Brian Eno, Daniel Lanois, y Jon Theodore; baterista de Queens Of The Stone Age, además del saxofonista Colin Stetson. El encargado de producir gran parte de la banda sonora fue Woody Jackson, con quien Arca colaboró en la canción Country Pursuits.
En septiembre de 2019, Arca realizó una serie de actuaciones en el lugar cultural "The Shed" de la ciudad de Nueva York, durante una sesión en vivo para un "proyecto aún por lanzar". El show titulado "Mutant;Faith", se llevó a cabo del 25 al 28 de septiembre y constó de cuatro actos llamados: Gestation, Aftercare, Ripples, Boundary. Fue destacado por revistas de moda por Rachel Hahn de Vogue y Matt Moen de Paper por su naturaleza improvisada, mientras que este último también notó el elemento interactivo del show. Las actuaciones contaron con apariciones especiales de Björk y el actor estadounidense Oscar Isaac.
El 3 de noviembre de 2019, se lanzó el remix de Little Demon de Frank Ocean y Skepta, durante el programa Beats 1, Blonded Radio de Ocean; del que ya había adelantado una parte en la última sesión de su club PrEP+ el cual abrió sus puertas en octubre de ese año.
El 8 de noviembre de 2019, Arca fue nombrada "Artista de la década" por la revista Vice.
Transmitió música en vivo en Twitch.tv durante los primeros meses de la pandemia de COVID-19, como presentadora de su propio programa "diva_experimental.fm".
El 19 de febrero de 2020, Arca regresó tras una corta pausa con un sencillo y visual de 62 minutos titulado «@@@@@» donde Arca personifica su arquetipo de la "Diva Experimental", en un mundo autoritario posapocalíptico.
El 17 de febrero de 2020, Arca colaboró con Katia y Marielle Labèque, donde supervisó y produjo un paisaje sonoro junto a las hermanas, reelaborando las interpretaciones de las pianistas franceses de piezas de Philip Glass y Franz Schubert, durante el desfile OI20 de Burberry; en la Semana de la Moda AW20 de Londres, para el diseñador de origen italiano Riccardo Tisci. La musicalización del desfile logró congeniar lo electrónico con lo clásico.
Su cuarto álbum de estudio titulado Kick I fue lanzado el 26 de junio de 2020, en el cual trabajó con otros productores venezolanos como Luis Garbán, conocido como Cardopusher y pionero del breakcore en Caracas. Contó también con las colaboraciones de artistas como: Björk, Shygirl, Rosalía y Sophie, junto a un apoyo audiovisual de modelado futurista en 3D dirigido por Frederik Heyman; con quien ya había trabajado anteriormente en proyectos como el sencillo Nonbinary y con quien continuaría colaborando en sus siguientes trabajos. Por dicho álbum Arca consiguió en 2021 nominaciones al Premio Grammy y al Premio Grammy Latino.
El 16 de diciembre de 2020, Arca lanzó una compilación de 100 remixes de su canción «Riquiquí» titulada Riquiquí;Bronze-Instances(1-100). Los remixes fueron producidos en su totalidad por una inteligencia artificial llamada "Bronze" codesarrollada por ella misma. Con esta misma IA "Bronze" Arca compuso piezas para el lobby del Museo de Arte Moderno de la ciudad de Nueva York, mejor conocido con el acrónimo MoMA. Bronze según palabras de Arca está diseñado precisamente para las composiciones "no estáticas, generativas y aumentadas"; utilizando el aprendizaje automático para expandir las ideas centrales de los artistas, es decir ninguna canción se repetirá más de una vez y estará cambiando constantemente. Arca habría avisado a sus fans del lanzamiento de la compilación vía sus redes sociales con la imagen de un código QR.
El 22 de enero de 2021, Arca lanzó «Madre» que cuenta con la participación del músico de cámara Oliver Coates. Fue lanzado como un EP de más de 30 minutos que incluye 4 versiones del sencillo original.
En junio de 2021, Arca participó en la colección "Pre-Fall 2021" de la firma Bottega Veneta, dicha colección tuvo por nombre "Wardrobe 02". Además de Arca en la campaña de lanzamiento de la colección participaron otras personalidades como: Skepta, Kenzie y Slowthai; el skater Oumi Janta, y el actor Malachi Kirby. Dicha campaña también con una edición digital titulada "Issue 2", la cual presenta una selección de sonidos inéditos y canciones de la propia Arca. Las siete nuevas piezas se titulan: Fetal, Threat, Wishbone, Woman to Woman, Levitator, Descent y Vencer 77.
En julio de 2021, Arca realizó la banda sonora para una exhibición del artista Jakob Kudsk Steense, titulada Berl-Berl. La artista contó con la ayuda de Arca para incorporar su voz operística a la obra, combinando su voz cruda con sonidos "glitch" de anfibios que Kudsk Steensen obtuvo del archivo del Museo de Historia Natural. Fue presentado por la fundación de arte con sede en Berlín LAS.
El 2 de septiembre de 2021, el remix producido por Arca de la canción Rain on Me de Lady Gaga y Ariana Grande, que hace sample de 2 de sus propias canciones, Time y Mequetrefe de Kick I; y que también mezcla ritmos de la electrónica venezolana como la "Changa Tuki", haciendo sample de la canción Metelo de Dj Yirvin, fue lanzado como parte del álbum de remixes de Gaga "Dawn of Chromatica".
El 4 de octubre de 2021, Arca lanzó Born Yesterday con la cantante Sia, como primer sencillo de su álbum de estudio Kick II. Al día siguiente, Arca confirmó vía su cuenta de Instagram que su quinto álbum estaría disponible el 3 de diciembre, publicando además la portada, créditos y la lista de canciones que lo conforman.
El 14 de octubre de 2021, Arca presentó una colaboración con la marca de gafas Ray-Ban de su línea "Aviator", creando dos modelos.
El 3 de noviembre de 2021, Arca lanzó las canciones «Prada/Rakata» con un audiovisual a partir de animación CGI de la mano nuevamente del artista Frederik Heyman, utilizando como base el reguetón y los ritmos latinoamericanos. Según la propia artista la canción Prada «Trata sobre la versatilidad psicosexual, el no binarismo y la identidad trans, además de confrontar la vergüenza, curar heridas y con matices de deseo y amor». Mientras que la canción Rakata «Trata sobre liberación y se enfoca a la seducción, del deseo por el sexo sin pena, libre y como un vínculo entre la vida y la muerte». El vídeo comienza con Arca subida a una Danta en clara referencia a la estatua de María Lionza (una diosa del folklor venezolano) ubicada en su Caracas natal. La imagen aparece sobre un pedestal situado en el centro del símbolo transgénero de Arca, en alusión al activismo LGBTQ+ de la cantante. El clip continúa con varias escenas diseñadas por el artista Frederik Heyman. Escenarios con influencias del BDSM, La Nueva Carne de Cronenberg (la fusión entre cuerpo y máquina), la similar apariencia física de los "Ingenieros" de Prometheus (2012), la arquitectura del horror de La casa de Jack (2018), o la iconografía del mito de Sísifo, empujando una gran rueda de fuego en vez de una piedra. El discurso visual del clip «Prada/Rakata» está en sintonía con el discurso verbal de la cantante. El vídeo ilustra una fantasía animada y “barroquista”; donde se mezcla el folclore de Venezuela, lo ancestral con lo cyberpunk, lo escatológico con lo simbólico, y lo divino con lo (trans)humano; el "arte digital" con la intro de cualquier videojuego de rol/ciencia ficción o terror. Continuando con lo mostrado anteriormente en el vídeo del sencillo Nonbinary de 2020.
Arca coprodujo el sencillo Tears In The Club de FKA Twigs, en colaboración con The Weeknd; el cual fue lanzado a finales de año (el 17 de diciembre de 2021), como el sencillo principal del mixtape de FKA Twigs Caprisongs, así como el cierre de este, Thank You Song.
El 9 de noviembre de 2021, Arca anunció que su sexto álbum de estudio, Kick III, sería lanzado junto a su séptimo álbum de estudio Kick IIII, el 3 de diciembre de ese mismo año, en el cual Arca colaboró junto a artistas como Planningtorock en la canción Queer, así como con las artistas Shirley Manson en la canción Alien Inside, y No Bra en la canción Witch. El 18 de noviembre de 2021, Arca anunció que su octavo álbum de estudio y cierre de los Kick's, Kick IIIII también sería lanzado en todas las plataformas, el cual incluye colaboraciones junto a artistas internacionales como el compositor y pianista de origen japonés Ryūichi Sakamoto en la canción Sanctuary.
Arca, protagonizó las portadas de las revistas Vogue México y Vogue Latinoamérica, en sus ediciones de noviembre y diciembre de 2021, fotografiada por Tim Walker. En la entrevista para Vogue México, Arca aseguró ver el universo de los “Kick” como: «Una historia autónoma de inteligencia artificial, sobre una mujer que se libera de un hombre tecnocrático; una mujer que puede ser trans, no binaria, queer y que emerge de una historia de opresión, se trata de volver a formas de liderazgo más maternales y menos fálicas, aquellas en las que los colaboradores no sean obligados y reprimidos a seguir una dirección». «Más bien, se trata de crear un útero como una forma de expresión artística y escuchar sus patadas prenatales "kicks", en el que cada colaborador pueda expresarse». «Pensé que Kick tenía el mismo arco argumental que una fiesta, un rave». «Hay un comienzo, la energía se intensifica, hay un clímax y luego, después de esa liberación, una quietud, si eres lo suficientemente audaz y valiente para disfrutar de eso, para no huir, compartirás ese momento, si te gusta ver el último resplandor, esta será casi una forma de obtener todos los nutrientes adecuados, como ocurre al final de una clase de yoga si te quedas quieto y dejas que las sensaciones surjan y resuenen en diferentes partes de tu cuerpo. Entonces te darás cuenta de que eres capaz de dar sentido a la catarsis, la purificación, la liberación de lo que acaba de suceder, igual que cuando se hace el amor».
También en 2021, Arca lanzó el 10 de noviembre un remix para la canción Let us Dance de Beverly Glenn-Copeland y colaboró con Sega Bodega para la canción Cicada (incluida en el álbum Romeo del artista). Además de haber editado a finales del 2021 junto a Rosalía el "MOTOMAMI Los Santos"; una estación de radio donde la música de ambas artistas aparece, para la serie de videojuegos de Rockstar Games: Grand Theft Auto, específicamente en el Grand Theft Auto Online: The Contract.
Del 31 de diciembre de 2021 al 31 de enero de 2022, se proyectaron en varias ciudades del mundo (Los Ángeles, Londres, Melbourne, Milán, Nueva York, Seúl, Tokio), pinturas de la cantante; que a partir de 31 cuadros fueron constantemente modificadas por inteligencia artificial para crear imágenes completamente nuevas, manteniéndose en línea con la afinidad de Arca por fusionar el arte con la tecnología.
Desde el 2022, se exhibió en el museo "Bourse de Commerce Pinault Collection", una versión de la canción Tonada de Luna Llena, del cantautor venezolano Simón Díaz, con la inteligencia artificial "Bronze AI" en conjunto a Annlee. La composición de Arca es constantemente modificada por la inteligencia artificial, a su vez alimentada por datos biométricos y climáticos recopilados dentro y fuera del museo.
El 19 de enero de 2022, se lanzó su remix para la canción Big Science de Laurie Anderson, tomada del álbum de 1982 del mismo nombre. El 7 de abril de 2022 se lanzó el sencillo Cayo en todas las plataformas; compuesto por Arca y coproducido con Tim Hecker, al final de la era "Kick", con un video dirigido por Albert Moya.
En febrero de 2022, Arca formó parte de la campaña de lanzamiento de la "Astronomical Mascara" de Byredo. Para el lanzamiento de la máscara, la marca se asoció con Arca en la campaña fotografiada por Hugo Comte. El primer rostro de una celebridad que aparece en una campaña de Byredo.
El 23 de febrero de 2022, Arca firmó un acuerdo global de administración y publicación editorial de música con "Downtown Music Services" para "maximizar nuevas oportunidades y presentar audiencias globales a su música".
El 7 de junio de 2022, se lanzó la canción Come For Me, una producción de Arca para la artista Shygirl, que forma parte del primer álbum de estudio de larga duración de la artista llamado "Nymph".
El 16 de junio de 2022, colabora nuevamente con el productor venezolano Cardopusher; bajo el seudónimo Safety Trance, en el sencillo de reguetón El Alma Que Te Trajo, que forma parte del primer EP del artista llamado Noches De Terror. El sencillo fue publicado por "Boysnoize Records", y contó con un vídeo musical dirigido por Unax LaFuente y codirigido por la propia Arca.
El 17 de junio de 2022, se lanzó un remix de Arca del tema Colourgrade. Esta pieza es la canción titular que forma parte del disco de remixes del álbum de Tirzah: Highgrade.
El 10 de agosto de 2022, Arca anunció que lanzaría un álbum colaborativo con Shayne Oliver como WENCH; un proyecto que ambos artistas estuvieron aterrizando desde los 2010s, luego de haberse conocido en una de las fiestas GHE20GOTHIK que se organizaban en Nueva York, donde rápidamente comenzaron a desarrollar un álbum en conjunto que les tomó cerca de cuatro años. No sin antes colaborar en "HBA Galvanize" en 2015, y esparcir algunos sencillos como Sick y Elmo, así como dos mixtapes Trilltape y Lanyard. El álbum fue lanzado bajo el nombre de Greatest Hits ’88 to ’16; solo que antes de darle un lanzamiento formal en formato físico y digital, la dupla decidió estrenarlo al aire directamente por NTS Radio el 11 de agosto de 2022.
El 9 de septiembre de 2022, Arca abrió el desfile de Proenza Schouler en la apertura de La Semana de la Moda de Nueva York, para su colección "Primavera-Verano Ready-To-Wear 2023", en donde lució su cabello con efecto mojado y un conjunto de falda voluptuosa y "top" corto en negro con detalle de flecos en blanco, junto a las supermodelos Kendall Jenner, Mariacarla Boscono, Shalom Harlow y Bella Hadid. Arca también cerró el desfile de moda mientras que su canción junto a Cardopusher titulada El Alma Que Te Trajo, lanzada en junio de ese año ambientaba la pasarela final.
El 16 de septiembre de 2022, Arca anuncio el lanzamiento de la aplicación Lux Aeterna, en colaboración con Chroma Studios, para dispositivos IOS a través de la Apple Store; cuenta también con la colaboración del artista visual digital Andreas Pihlström y la IA de música Bronze.
El 20 de septiembre de 2022, se anunció la nominación de su álbum Kick II en los Premios Grammy Latinos; en la categoría Mejor álbum de música alternativa.
El 27 de octubre de 2022, ganó el premio UK Music Video Awards en la categoría Mejor Vídeo Dance/Electrónico - Internacional.
El 9 de diciembre de 2022, editó el álbum recopilatorio KICK, una recopilación de 21 canciones del ciclo, seleccionadas mediante votación de aficionados en su canal de Discord, en donde se lanzaron tres canciones nuevas: Alto Voltaje, Ritual y Sentient Savior.

### 2023-presente
El 26 de enero de 2023, Arca participó en el desfile Otoño-Invierno 2023, de la casa de moda Mugler, el espectáculo formó parte de la Semana de la Moda de París, desfiló junto a otras artistas como Ziwe y la actriz Dominique Jackson. Vestía un traje de malla con paneles drapeados de encaje negro y satén con un par de botines de encaje negro. Junto con las demás modelos, entró en la parte trasera de una cámara rodante de alta velocidad vistiendo lo último en diseños de cuero y encaje de la casa de moda de Thierry Mugler.
El 23 de marzo de 2023, se anunció la colaboración entre la marca Mugler y H&M. Esta sería lanzada el 11 de mayo de 2023 y estuvo disponible en todo el mundo. Arca protagonizó el vídeo comercial de anuncio, colaborando con las artistas Eartheater, Amaarae, Shygirl y el director creativo de la marca, Casey Cadwallader; junto a las supermodelos Sora Choi, Imaan Hammam y Mariacarla Boscono. Además recrearon el clásico de Stardust, Music Sounds Better With You, con un sonido más moderno inclinado al hyperpop y a la música experimental.
El 14 de abril de 2023, se lanzó el tema Unconditional, del álbum deluxe Nymph_o de la artista Shygirl; en colaboración con Arca.
El 24 de abril de 2023, lanzó un video musical para la canción Ritual, dirigido por Albert Moya. Arca dijo en un "newsletter" para la prensa: «Para los monstruos, para los marginados, para los desposeídos, para los bichos raros, para los migrantes, para los rechazados, los burlados, los ridiculizados, los incomprendidos, los otros». Esta pieza artística es una dedicatoria a todas las personas fuera de lo que se pueda considerar como normal.
El 8 de junio de 2023, abrió el show de Beyoncé en el Estadio Olímpico Lluís Companys de Barcelona, para la gira Renaissance World Tour de la artista estadounidense, en donde también habría formado parte de los visuales de la gira.
El 16 de junio de 2023, se anunció que formaría parte del grupo de artistas y colaboradores del primer álbum de estudio del productor puertorriqueño Tainy, junto a otras estrellas como: J Balvin, Rauw Alejandro, Feid, Skrillex, Daddy Yankee, Young Miko, entre otros. Arca participaría como productora y artista invitada en la canción Pasiempre, junto con, Bad Bunny, Myke Towers, Jhayco, Arcángel, Omar Courtz y el propio Tainy; inicialmente durante una serie de vallas publicitarias dispuestas en varias ciudades, también se habría anunciado la presencia del rapero Anuel AA en la canción, sin embargo la versión final no contó con la presencia del rapero, el propio Tainy explicaría las razones de su ausencia posteriormente tras el lanzamiento del álbum el día 30 de junio de 2023.
El 30 de junio de 2023, se lanzó el álbum Pink Tape del artista y rapero Lil Uzi Vert, Arca participó como productora en la segunda canción del proyecto titulada, Suicide Doors.

## Giras
- 2014/2015: Arca DJ Tour (con Jesse Kanda)
- 2015/2016: Arca Live & DJ
- 2017/2019: Arca
- 2019: Mutant;Faith (como residency show)
- 2023/2024: Mutant;Destrudo

## Visuales
De 2012 a 2018, Arca colaboró a menudo con Jesse Kanda en el aspecto visual de sus álbumes. Creó la carátula para sus álbumes Xen (2014) Mutant (2015) y Arca (2017). También colaboró con el fotógrafo y director alemán Daniel Sannwald para crear varios de sus videos musicales.
Para la serie Kick, Frederik Heyman creó la carátula de todos los álbumes a excepción de Kick I, que fue creada por ella, la artista catalana Carlota Guerrero y el artista multimedia español Carlos Sáez.
Apareció en Tormenta, una actuación híbrida e instalación que tuvo lugar en el nuevo buque insignia SSENSE de cinco pisos en Montreal, diseñado por el arquitecto británico David Chipperfield, fue una nueva colaboración con el artista visual español Carlos Sáez.
También ha colaborado con el artista y director Albert Moya.
Las imágenes de Arca para portadas, videos musicales y empaques son, a veces, sexualmente explícitas, intencionalmente incómodas o inquietantes. En particular, las imágenes que aparecen en el vídeo del sencillo de Vanity y el vídeo musical de Thievery se marcaron como NSFW (Not safe for work). El video musical de Arca para Reverie (dirigido por Jesse Kanda) tiene restricción de edad en YouTube por sus imágenes gráficas, violentas y contenido sexual; así como otros videos como Cayo, Electra Rex, Mequetrefe, Xen, entre otros.

## Moda
Arca es fanática de los videojuegos y del anime, es conocida por su estilo excéntrico, ha descrito la moda como "una forma personal de expresarse". Su estilo ha sido definido por la revista Garage como "Algo verdaderamente inquietante, que a menudo mezcla el cuerpo humano y el body horror, con la estética del anime y el cyborg, difuminando la línea entre la actuación y la vida". Antes de ella identificarse públicamente como mujer trans, su vestimenta se inspiró en el estilo de los toreros, cuyas chaquetas reprodujo. «Pensé mucho en Hable con ella, la película de Pedro Almodóvar, en alguien que tiene que envolverse en su casaca de torero, manteniéndola ceñida al pecho». La moda se convirtió entonces en un medio para que expresara su identidad de género y se aceptara a sí misma. «La moda me ha ayudado mucho a desarrollarme y lograr la autoaceptación». «Empecé a usar tacones altos mucho antes de que yo me atreviera, o incluso me permitiera pedir hormonas». Sus íconos de estilo incluyen a Æon-Flux (protagonista de la serie animada de televisión y película del mismo nombre), Trinity (de la serie de películas Matrix), Lulu (del videojuego Final Fantasy X, franquicia de videojuegos de rol japoneses que marco a la artista en su infancia y adolescencia) y María Lionza (una diosa venezolana del folklor de este país). También afirmó "tratar de ser una muñeca, arte en si misma" y estar fascinada con el arquetipo de la "diva", o el "exoesqueleto brillante que protege a una mujer famosa", "permitiéndole canalizar algo de ese poder de diva cuando sube a un taxi, posa para los fotógrafos en una fiesta de moda”. A lo largo de su carrera, Arca ha colaborado con diversas marcas y empresas de moda, participando como modelo o músico en sus desfiles, además de posar para shootings, portadas de revista o en películas promocionales.
Arca también ha sido muy reconocida por su uso de prostéticos y zancos a lo largo de su carrera, con su arquetipo de la "Diva Experimental". «Me gusta pensar que he cultivado un lenguaje muy particular de la moda, una lengua endurecida por la batalla». «Cuanto más fácil me resultaba caerme cuando me lo ponía, más fabuloso me parecía el disfraz». «Cuantos más cables y alambres, cuanto más altos sean los estribos, más vertiginosos sean los estiletes, cuanto menos práctica es la moda, más hermosa es a veces, es sádico en cierto modo, me bajé del escenario y tenía sangre falsa y sangre real, y no podía diferenciarlas». Es también aquí en su expresión artística donde se integra el uso del arquetipo de la "princesa guerrera" y los arquetipos femeninos “malignos” a lo largo de los Kick. Las brujas, y las hijas, así como las bestias salvajes, comienzan a cobrar sentido. “Ellas son parte de mí y también del inconsciente colectivo”, “yo no las creé, pero busco lidiar con ellas y aportar mi cosmovisión en la vitalidad que esas imágenes tienen y continúan teniendo”. Arca también compartía para Vogue “Para mí, cuando era niña, era un sueño usar el tipo de prendas que llevo ahora, y ser parte del mundo de la moda. todavía me pellizco para creerlo”. Su trabajo y estilo ha atraído la atención de numerosos diseñadores y casas de moda internacionales como: Gucci, Burberry, Calvin Klein, Bottega Veneta, Loewe, Mugler, Proenza Schouler, entre otros.

### Campañas publicitarias
- Hood By Air – HBA Galvanize by Wench (2015)[323]
- Hood By Air – SS 2016[324][325]
- Garage – Digital Issue 2020[326]
- Burberry – AW 2020[327]
- Bottega Veneta – PF 2021[328]
- Calvin Klein –  #proudinmycalvins (2021)[329]
- Loewe – Amazona (2021)[330]
- Acne Studios – SS 2022[331]
- Ray-Ban – Ray-Ban Studios (2021)[332]
- Reebok – Life is Not a Spectator Sport (2022)[333]
- Byredo –  Astronomical Mascara (2022)[334]
- Proenza Schouler – SS 2023 (2023)[335]
- Mugler – Fall Winter (2022/23)[336]

### Portadas de revista
- The Fader (2014)[337]
- Another Man (2015)[338]
- Dazed (2016)[339]
- Groove (2016)[340]
- Crack (2017)[341]
- The Wire (2020)[342]
- Paper Magazine (2020)[343]
- Metal (2020)[344]
- The Travel Almanac (2020)[345]
- i-D Magazine (2020)[346][347]
- Glamcult Magazine (2020)[348]
- Vogue: Mexico and Latin America (2021)[349][350]
- Purple Fashion Magazine (2022)[351]
- Pop Magazine (2023)[352]

## Vida personal
Arca se identifica como una mujer transgénero no binaria.
Estuvo en una corta relación con el fotógrafo alemán Daniel Sannwald, y posteriormente tuvo una relación de tres años con el artista multimedia español Carlos Sáez; con quien a menudo ha colaborado en la realización de sus proyectos.
En entrevista para Vogue México, dijo que estaba saliendo actualmente con un chico de origen catalán y agregó: «Me encanta hacer ensaladas para mi novio e imaginarme usar un vestido de novia algún día, y eso es algo que realmente quiero, por trivial o cursi que parezca, la vida queer y las fantasías amorosas heteronormativas pueden parecer contradictorias, pero otras veces parecen tan análogas, particularmente para mi. Hay algo hermoso en ello, incluso tierno; creyendo que es algo que no está prohibido, sino que es perfectamente factible». Se ha desempeñado como activista de derechos para las personas transgéneros y no binarias, y de la comunidad LGBTQ en general.
En entrevista para Vogue México, afirmaba acerca de su experiencia como inmigrante venezolana queer «Como migrante en el sentido literal, encuentro que todas las personas queer son migrantes de alguna frontera, hay una seguridad y un privilegio otorgados a aquellos que pueden cruzar fronteras sin muchos desafíos. Cuanto más te muestres explícitamente a tus seres queridos, a la familia en la que naciste, en la comunidad a la que perteneces, creo que eso es ya un acto heroico».

## Discografía

### Álbumes de estudio
- 2014: Xen
- 2015: Mutant
- 2017: Arca
- 2020: Kick I
- 2021: Kick II
- 2021: Kick III
- 2021: Kick IIII
- 2021: Kick IIIII

### Recopilatorios
- 2022: Kick

### Extended plays
| Título                   | Detalles |
| ------------------------ | --- |
| In Transit (como Nuuro)  | - Lanzamiento: 27 de noviembre de 2005 - Discográfica: Poni Republic - Formatos: descarga digital           |
| Paper Heart (como Nuuro) | - Lanzamiento: 12 de septiembre de 2007 - Discográfica: Poni Republic - Formatos: descarga digital          |
| Amigos (como Nuuro)      | - Lanzamiento: 18 de agosto de 2008 - Discográfica: Poni Republic - Formatos: descarga digital              |
| Baron libre              | - Lanzamiento: 1 de febrero de 2012 - Discográfica: UNO NYC - Formatos: descarga digital                    |
| Stretch 1                | - Lanzamiento: 19 de abril de 2012 - Discográfica: UNO NYC - Formatos: descarga digital y streaming         |
| Stretch 2                | - Lanzamiento: 6 de agosto de 2012 - Discográfica: UNO NYC - Formatos: CD, LP, descarga digital y streaming |
| Madre                    | - Lanzamiento: 22 de enero de 2021 - Discográfica: XL Recordings - Formatos: descarga digital y streaming   |

## Sencillos

### Como artista principal
| Año  | Título                       | Álbum              |
| ---- | ---------------------------- | ------------------ |
| 2014 | «Thievery»                   | Xen                |
| 2014 | «Now You Know»               | Xen                |
| 2014 | «Xen»                        | Xen                |
| 2015 | «Wound» / «Sad Bitch»        | Xen                |
| 2015 | «Vanity»                     | Mutant             |
| 2015 | «Soichiro»                   | Mutant             |
| 2015 | «En»                         | Mutant             |
| 2015 | «Front Load»                 | Mutant             |
| 2015 | «Monstruosidad»              | Sencillo sin álbum |
| 2016 | «Sin rumbo»                  | Entrañas           |
| 2017 | «Piel»                       | Arca               |
| 2017 | «Anoche»                     | Arca               |
| 2017 | «Reverie»                    | Arca               |
| 2017 | «Saunter»                    | Arca               |
| 2017 | «Desafío»                    | Arca               |
| 2020 | «@@@@@»                      | Sencillo sin álbum |
| 2020 | «Nonbinary»                  | Kick I             |
| 2020 | «Time»                       | Kick I             |
| 2020 | «Mequetrefe»                 | Kick I             |
| 2020 | «KLK» (con Rosalía)          | Kick I             |
| 2021 | «Madre» (con Oliver Coates)  | Madre              |
| 2021 | «Incendio»                   | Kick III           |
| 2021 | «Born Yesterday» (con Sia)   | Kick II            |
| 2021 | «Prada / Rakata»             | Kick II            |
| 2021 | «Electra Rex»                | Kick III           |
| 2021 | «Queer» (con Planningtorock) | Kick IIII          |
| 2022 | «Cayó»                       | Kick               |
| 2023 | «Ritual»                     | Kick               |

## Álbumes de remezclas
| Título                           | Detalles |
| -------------------------------- | --- |
| Riquiquí;Bronze-Instances(1-100) | - Lanzamiento: 16 de diciembre de 2020 - Discográfica: XL Recordings - Formatos: descarga digital y streaming |

## Álbumes colaborativos
| Título                                   | Detalles                                                                                                   |
| ---------------------------------------- | --- |
| Greatest Hits'88-'16 (con Shayne Oliver) | - Lanzamiento: 11 de agosto de 2022 - Discográfica: Independiente - Formatos: descarga digital y streaming |

## Mixtapes
| Título   | Detalles |
| -------- | --- |
| &&&&&    | - Lanzamiento: 23 de julio de 2013 - Discográfica: autopublicación, Hippos in Tanks - Formatos: CD, LP, descarga digital y streaming |
| Sheep    | - Lanzamiento: 13 de enero de 2015 - Discográfica: autopublicación - Formatos: descarga digital                                      |
| Entrañas | - Lanzamiento: 4 de julio de 2016 - Discográfica: autopublicación - Formatos: descarga digital y streaming                           |
| ^^^^^    | - Lanzamiento: 2 de mayo de 2020 - Discográfica: autopublicación - Formatos: descarga digital                                        |
| ±±±±±    | - Lanzamiento: 27 de junio de 2020 - Discográfica: autopublicación - Formatos: descarga digital                                      |

## Mezclas de DJ
| Título                     | Detalles |
| -------------------------- | --- |
| Baron Foyel                | - Lanzamiento: 6 de octubre de 2011 - Discográfica: DIS Magazine - Formatos: descarga digital               |
| FADER/MoMA PS1 Warm Up Mix | - Lanzamiento: 5 de mayo de 2012 - Discográfica: Fader Label - Formatos: descarga digital                   |
| @@@@@                      | - Lanzamiento: 21 de febrero de 2020 - Discográfica: XL Recordings - Formatos: descarga digital y streaming |

## Apariciones especiales
| Año  | Título                                                                                       | Álbum                                                     |
| ---- | -------------------------------------------------------------------------------------------- | --------------------------------------------------------- |
| 2016 | «Meditation» (de Babyfather con Arca)                                                        | "BFF" Hosted by DJ Escrow                                 |
| 2016 | «Deep» (de Babyfather con Arca)                                                              | "BFF" Hosted by DJ Escrow                                 |
| 2016 | «Snm» (de Babyfather con Arca)                                                               | "BFF" Hosted by DJ Escrow                                 |
| 2016 | «Wound (Napo Bootleg)» (de Napo con Arca)                                                    | Too Fusty                                                 |
| 2019 | «Country Pursuits» (de Arca con Woody Jackson)                                               | The Music of Red Dead Redemption 2 (Original Score)       |
| 2020 | «Love & Basketball 2» (de Dean Blunt con Arca)                                               | Roaches 2012-2019 ($up£r D€lux£)                          |
| 2020 | «Vanessa Casas» (de Dean Blunt con Arca)                                                     | Roaches 2012-2019 ($up£r D€lux£)                          |
| 2020 | «Amantes»                                                                                    | Mutants Vol. 1: 1312                                      |
| 2020 | «Shifting» (de Oneohtrix Point Never)                                                        | Magic Oneohtrix Point Never                               |
| 2020 | «Mallorca»                                                                                   | Mutants Vol. 2: Riot                                      |
| 2020 | «Skullqueen»                                                                                 | Mutants Vol. 3: Seed                                      |
| 2021 | «Bitter Orange (Papi Club Remix 2002)» (de Releford con Arca y Papi Club)                    | Paper: Precision Array to Probe the Epoch of Reionization |
| 2021 | «Yo si (alma)»                                                                               | Mutants Vol. 4: Love                                      |
| 2021 | «Panggilan»                                                                                  | B.R.B Music                                               |
| 2021 | «Transients in the Render» (de Oliver Coates con Arca)                                       | Sencillo sin álbum                                        |
| 2021 | «Risueño»                                                                                    | Mutants Vol. 5: Free                                      |
| 2022 | «El Alma Que Te Trajo» (de Safety Trance con Arca)                                           | Noches de Terror                                          |
| 2023 | «Unconditional» (de Shygirl con Arca)                                                        | Nymph_o                                                   |
| 2023 | «PASIEMPRE» (de Tainy con Arca, Myke Towers, Arcángel, Jhay Cortez, Bad Bunny & Omar Courtz) | DATA                                                      |

## Créditos
| Año  | Título                | Artista      | Álbum                     | Créditos                                   |
| ---- | --------------------- | ------------ | ------------------------- | ------------------------------------------ |
| 2013 | «The Redeemer»        | Dean Blunt   | The Redeemer              | Producción                                 |
| 2013 | «New Slaves»          | Kanye West   | Yeezus                    | Programación adicional                     |
| 2013 | «Hold My Liquor»      | Kanye West   | Yeezus                    | Producción adicional, composición          |
| 2013 | «Send It Up»          | Kanye West   | Yeezus                    | Producción adicional, composición          |
| 2013 | «I'm in It»           | Kanye West   | Yeezus                    | Producción adicional                       |
| 2013 | «Blood on the Leaves» | Kanye West   | Yeezus                    | Producción adicional                       |
| 2013 | «Water Me»            | FKA Twigs    | EP2                       | Producción, producción vocal, composición  |
| 2013 | «Ultraviolet»         | FKA Twigs    | EP2                       | Producción, producción vocal, composición  |
| 2013 | «How's That»          | FKA Twigs    | EP2                       | Producción, composición                    |
| 2013 | «Papi Pacify»         | FKA Twigs    | EP2                       | Producción, composición                    |
| 2014 | «Lights On»           | FKA Twigs    | LP1                       | Producción, composición                    |
| 2014 | «Hours»               | FKA Twigs    | LP1                       | Producción, composición                    |
| 2014 | «Give Up»             | FKA Twigs    | LP1                       | Producción adicional                       |
| 2015 | «Lionsong»            | Björk        | Vulnicura                 | Producción, programación                   |
| 2015 | «History of Touches»  | Björk        | Vulnicura                 | Producción, programación                   |
| 2015 | «Black Lake»          | Björk        | Vulnicura                 | Producción, programación                   |
| 2015 | «Family»              | Björk        | Vulnicura                 | Producción, programación, composición      |
| 2015 | «Notget»              | Björk        | Vulnicura                 | Producción, programación, composición      |
| 2015 | «Atom Dance»          | Björk        | Vulnicura                 | Producción, programación                   |
| 2015 | «Mouth Mantra»        | Björk        | Vulnicura                 | Producción, programación                   |
| 2015 | «A Message»           | Kelela       | Hallucinogen              | Producción, composición, mezcla, grabación |
| 2015 | «Hallucinogen»        | Kelela       | Hallucinogen              | Producción, composición, mezcla            |
| 2016 | «Meditación»          | Babyfather   | "BFF" Hosted by DJ Escrow | Artista invitada, producción               |
| 2016 | «Deep»                | Babyfather   | "BFF" Hosted by DJ Escrow | Artista invitada, producción               |
| 2016 | «Snm»                 | Babyfather   | "BFF" Hosted by DJ Escrow | Artista invitada, producción               |
| 2016 | «Mine»                | Frank Ocean  | Endless                   | Producción                                 |
| 2017 | «Take Me Apart»       | Kelela       | Take Me Apart             | Producción adicional                       |
| 2017 | «Enough»              | Kelela       | Take Me Apart             | Producción                                 |
| 2017 | «Onanon»              | Kelela       | Take Me Apart             | Producción, composición                    |
| 2017 | «Turn to Dust»        | Kelela       | Take Me Apart             | Producción, composición                    |
| 2017 | «Arisen My Senses»    | Björk        | Utopia                    | Producción, composición                    |
| 2017 | «The Gate»            | Björk        | Utopia                    | Producción, composición                    |
| 2017 | «Sue Me»              | Björk        | Utopia                    | Producción, composición                    |
| 2017 | «Claimstaker»         | Björk        | Utopia                    | Producción, composición                    |
| 2017 | «Future Forever»      | Björk        | Utopia                    | Producción, composición                    |
| 2017 | «Blissing Me»         | Björk        | Utopia                    | Producción                                 |
| 2017 | «Utopia»              | Björk        | Utopia                    | Producción                                 |
| 2017 | «Body Memory»         | Björk        | Utopia                    | Producción                                 |
| 2017 | «Courtship»           | Björk        | Utopia                    | Producción                                 |
| 2017 | «Losss»               | Björk        | Utopia                    | Producción                                 |
| 2017 | «Tabula Rasa»         | Björk        | Utopia                    | Producción                                 |
| 2017 | «Saint»               | Björk        | Utopia                    | Producción                                 |
| 2019 | «Take It Back»        | Blood Orange | Angel's Pulse             | Voz                                        |
| 2021 | «Human's Lament»      | Juaki Pesudo | Sencillo sin álbum        | Masterización, mezcla                      |
| 2022 | «Come For Me»         | Shygirl      | Nymph                     | Producción, mezcla                         |

## Remezclas
| Año  | Título                  | Artista                 |
| ---- | ----------------------- | ----------------------- |
| 2011 | «Are You That Somebody» | Aaliyah                 |
| 2011 | «Love You in Chains»    | Nelly Furtado           |
| 2014 | «Hips Don't Lie»        | Shakira                 |
| 2015 | «Lana Monument»         | Lana Del Rey            |
| 2017 | «Async»                 | Ryūichi Sakamoto        |
| 2020 | «Little Demon»          | Frank Ocean             |
| 2021 | «Rain on Me»            | Lady Gaga Ariana Grande |
| 2022 | «Colourgrade»           | Tirzah                  |

## Videografía

### Videos musicales
| Año  | Canción                                    | Director(es)                           | Ref.    |
| ---- | ------------------------------------------ | -------------------------------------- | ------- |
| 2012 | «Ass Swung Low»                            | Jesse Kanda                            | [ 399 ] |
| 2012 | «Manners»                                  | Jesse Kanda                            | [ 400 ] |
| 2014 | «Held Apart»                               | Jesse Kanda                            | [ 401 ] |
| 2014 | «Thievery»                                 | Jesse Kanda                            | [ 402 ] |
| 2014 | «Now You Know»                             | Jesse Kanda                            | [ 403 ] |
| 2014 | «Xen»                                      | Jesse Kanda                            | [ 404 ] |
| 2015 | «Sad Bitch»                                | Jesse Kanda                            | [ 405 ] |
| 2015 | «Soichiro»                                 | Jesse Kanda                            | [ 406 ] |
| 2015 | «En»                                       | Ella misma                             | [ 407 ] |
| 2015 | «Vanity»                                   | Ella misma Daniel Sanwald              | [ 408 ] |
| 2015 | «Front Load»                               | Jesse Kanda                            | [ 409 ] |
| 2016 | «Sin rumbo»                                | Jesse Kanda                            | [ 410 ] |
| 2017 | «Anoche»                                   | Jesse Kanda                            | [ 411 ] |
| 2017 | «Reverie»                                  | Jesse Kanda                            | [ 412 ] |
| 2017 | «Desafío»                                  | Jesse Kanda                            | [ 413 ] |
| 2018 | «Fetiche»                                  | Ella misma Carlos Sáez                 | [ 414 ] |
| 2020 | «@@@@@»                                    | Frederik Heyman                        | [ 415 ] |
| 2020 | «Nonbinary»                                | Frederik Heyman                        | [ 416 ] |
| 2020 | «Time»                                     | Manson                                 | [ 417 ] |
| 2020 | «Mequetrefe»                               | Ella misma Carlos Sáez Kynan Puru Watt | [ 418 ] |
| 2021 | «Madre» (con Oliver Coates)                | Aron Sanchez                           | [ 419 ] |
| 2021 | «Prada/Rakata»                             | Frederik Heyman                        | [ 420 ] |
| 2021 | «Born Yesterday»                           | Guillermo Aliaga Pedro Triviño         | [ 421 ] |
| 2021 | «Electra Rex»                              | Ella misma Carlota Guerrero            | [ 422 ] |
| 2022 | «Cayó»                                     | Albert Moya                            | [ 423 ] |
| 2022 | «El Alma Que te Trajo» (con Safety Trance) | Ella misma Unax LaFuente               | [ 424 ] |
| 2023 | «Ritual»                                   | Albert Moya                            | [ 425 ] |

### Videos colaborativos
| Año  | Título | Director(es)           | Ref.    |
| ---- | ------ | ---------------------- | ------- |
| 2014 | Trauma | Ella misma Jesse Kanda | [ 426 ] |

## Posicionamiento internacional en listas
| Título                                                                      | Detalles | Posicionamiento en listas | Posicionamiento en listas | Posicionamiento en listas | Posicionamiento en listas | Posicionamiento en listas | Posicionamiento en listas |
| Título                                                                      | Detalles | BEL                       | ESP                       | EUA                       | EUA                       | EUA                       | JAP                       |
| Título                                                                      | Detalles | BEL                       | ESP                       | Dance                     | Heat                      | Indie                     | JAP                       |
| --------------------------------------------------------------------------- | --- | ------------------------- | ------------------------- | ------------------------- | ------------------------- | ------------------------- | ------------------------- |
| All Clear (como Nuuro)                                                      | - Lanzamiento: 28 de septiembre de 2006 - Discográfica: Soundsister Records - Formatos: CD, descarga digital, y streaming | —                         | —                         | —                         | —                         | —                         | —                         |
| The Reddest Ruby (como Nuuro)                                               | - Lanzamiento: 22 de marzo de 2009 - Discográfica: autopublicación - Formatos: CD, descarga digital y streaming           | —                         | —                         | —                         | —                         | —                         | —                         |
| Xen                                                                         | - Lanzamiento: 3 de noviembre de 2014 - Discográfica: Mute Records - Formatos: CD, LP, descarga digital y streaming       | —                         | —                         | 8                         | 6                         | 47                        | 109                       |
| Mutant                                                                      | - Lanzamiento: 20 de noviembre de 2015 - Discográfica: Mute - Formatos: CD, LP, descarga digital y streaming              | —                         | —                         | 9                         | 20                        | —                         | 109                       |
| Arca                                                                        | - Lanzamiento: 7 de abril de 2017 - Discográfica: XL Recordings - Formatos: CD, LP, descarga digital y streaming          | 46                        | 87                        | —                         | 18                        | 50                        | 181                       |
| Kick I                                                                      | - Lanzamiento: 26 de junio de 2020 - Discográfica: XL Recordings - Formatos: CD, LP, descarga digital y streaming         | —                         | —                         | —                         | —                         | —                         | 141                       |
| Kick II                                                                     | - Lanzamiento: 30 de noviembre de 2021 - Discográfica: XL Recordings - Formatos: descarga digital y streaming             | —                         | —                         | —                         | —                         | —                         | —                         |
| Kick III                                                                    | - Lanzamiento: 1 de diciembre de 2021 - Discográfica: XL Recordings - Formatos: descarga digital y streaming              | —                         | —                         | —                         | —                         | —                         | —                         |
| Kick IIII                                                                   | - Lanzamiento: 2 de diciembre de 2021 - Discográfica: XL Recordings - Formatos: descarga digital y streaming              | —                         | —                         | —                         | —                         | —                         | —                         |
| Kick IIIII                                                                  | - Lanzamiento: 3 de diciembre de 2021 - Discográfica: XL Recordings - Formatos: descarga digital y streaming              | —                         | —                         | —                         | —                         | —                         | —                         |
| «—» indica que el álbum no fue lanzado o no se posicionó en ese territorio. | |                           |                           |                           |                           |                           |                           |

## Premios y nominaciones
Premios y nominaciones de Arca a lo largo de su carrera artística, las premiaciones que se encuentren actualmente en curso o pendientes hasta la fecha se encuentran especificadas. Hasta la fecha la artista ha sido nominada a un total de 24 premios, y ha ganado 1 premio en total, divididos de la siguiente forma:
| Año  | Premio                           | Categoría                                                 | Obra         | Resultado | Ref.    |
| ---- | -------------------------------- | --------------------------------------------------------- | ------------ | --------- | ------- |
| 2014 | Rober Award Music Prize          | Mejor video promocional                                   | Trauma       | Nominada  | [ 435 ] |
| 2014 | Rober Award Music Prize          | Mejor artista hispanohablante                             | Ella misma   | Nominada  | [ 435 ] |
| 2014 | Rober Award Music Prize          | Mejor artista de música electrónica                       | Ella misma   | Nominada  | [ 435 ] |
| 2015 | Rober Award Music Prize          | Mejor artista de música electrónica                       | Ella misma   | Nominada  | [ 436 ] |
| 2016 | AIM Independent Music Awards     | Álbum independiente del año                               | Mutant       | Nominada  | [ 437 ] |
| 2017 | Rober Award Music Prize          | Mejor artista de música electrónica                       | Ella misma   | Nominada  | [ 438 ] |
| 2018 | Libera Awards                    | Álbum transgresor del año                                 | Arca         | Nominada  | [ 439 ] |
| 2018 | Libera Awards                    | Video del año                                             | Reverie      | Nominada  | [ 439 ] |
| 2020 | Premios Best Art Vinyl           | Mejor vinilo artístico                                    | Kick I       | Nominada  | [ 440 ] |
| 2021 | Premios Grammy                   | Mejor álbum de dance/electrónica                          | Kick I       | Nominada  | [ 441 ] |
| 2021 | GLAAD Media Awards               | Artista revelación del año                                | Kick I       | Nominada  | [ 442 ] |
| 2021 | Libera Awards                    | Premio Libera al mejor álbum dance/electrónico            | Kick I       | Nominada  | [ 443 ] |
| 2021 | Libera Awards                    | Premio Libera a la mejor presentación en vivo             | Ella misma   | Nominada  | [ 443 ] |
| 2021 | Premios Grammy Latinos           | Premio Grammy Latino al mejor álbum de música alternativa | Kick I       | Nominada  | [ 444 ] |
| 2022 | Premios NME                      | Mejor productora                                          | Ella misma   | Nominada  | [ 445 ] |
| 2022 | Denmark GAFFA Awards             | Artista/presentación internacional                        | Ella misma   | Nominada  | [ 446 ] |
| 2022 | Denmark GAFFA Awards             | Álbum internacional                                       | Kick II      | Nominada  | [ 446 ] |
| 2022 | Libera Awards                    | Mejor álbum en español/latino                             | Kick II      | Nominada  | [ 447 ] |
| 2022 | Libera Awards                    | Premio Libera al mejor álbum dance/electrónico            | Kick III     | Nominada  | [ 447 ] |
| 2022 | Berlin Music Video Awards        | Mejor editora                                             | Cayó         | Nominada  | [ 448 ] |
| 2022 | Premios Grammy Latinos           | Premio Grammy Latino al mejor álbum de música alternativa | Kick II      | Nominada  | [ 449 ] |
| 2022 | UK Music Video Awards            | Mejor Vídeo Musical Dance/Electrónico - Internacional     | Prada/Rakata | Ganadora  | [ 450 ] |
| 2022 | UK Music Video Awards            | Mejores Efectos Visuales en Vídeo Musical                 | Prada/Rakata | Nominada  | [ 450 ] |
| 2023 | Premios Rolling Stone en Español | Productora del año                                        | Ella misma   | Nominada  | [ 451 ] |